# Харківська трагедія
Харківська трагедія — спалення в'язниці НКВС разом з ув'язненими на вулиці Чернишевській в Харкові. Це був прояв тактики випаленої землі з метою знищення «ворогів народу».
Подія сталася під час відступу з міста частин Червоної армії у 1941 році. У результаті було спалено 1200 осіб. Були чутки, які зафіксував письменник Дмитро Чуб, що серед загиблих був режисер Іван Юхименко з дружиною та дітьми, але він помер в 1943 році в лікарні в'язниці в Казані. Решту в'язнів вивели з міста та спалили у селі Непокрите.

## Перебіг подій
Агроном Відмич-Бандура згадував, що подія зі спалення в'язнів сталася вночі.
Любченко Аркадій Панасович згадував: «Але Харків знає і бачив ще жахливіше видовище. Йому позаздрила б уся середньовічна інквізиція, сам славнозвісний Торквемада облизав би губи. Це було у величезному будинкові колишнього НКВС, де лишились ще сотні в'язнів. Тут справа вирішилась зовсім просто. Енкаведисти міцно замкнули тих людей, старанно облили будинок гасом і підпалили. Вони хотіли одним заходом звільнитися від маси ув'язнених і знищити свої витончені знаряддя катувань та різні компрометуючі документи. Зойк смертельного страху, разючий благальний крик знявся в камерах, коли жертви зрозуміли, що з ними роблять. Лемент і прокльони було чутно поза будинком, але довкола стояла густа сторожа, запобігаючи будь-яким спробам врятувати приречених. Їх душив дим, палив вогонь, вони безсило корчились і стогнали так, що здавалось, немов самі стіни, сама земля сходять глибинним стогоном. Вони дедалі конали. Потім над задимленою братньою могилою різко струменів сморід обпалених трупів, і коли їх одгрібали, свідомість просто відмовлялась сприйняти цей пекельний жах».

## Після трагедії
Письменник Дмитро Нитченко згадував:
Проходячи по Чернишевській вулиці, зупиняюся біля спаленої в'язниці НКВД. Дивлюся на чорні, похмурі стіни цього колишнього страховища, де з волі кривавої Москви три тижні тому знищено 1200 людей. Який жах! […] Моя душа горить, як в огні. Як покарати катів за цей злочин? Як заплатити їм за все тортурування нашого народу впродовж багатьох років?

## Вшанування
17 березня 2012 року було в Харкові вперше вшановано жертв Харківської трагедії. Присутні звернулися до топонімічної комісії Харківської міської ради з проханням дозволити розміщення на будівлі облуправління міліції меморіальної дошки в пам'ять про харківську трагедію.